# 沈邁
沈邁（しん まい、519年 - 570年）は、南朝陳の外戚。本貫は呉興郡武康県。

## 経歴
沈巡（沈君理・沈君高の父）の五弟にあたる。梁に仕えて尚書金部郎となった。陳の永定年間、中書侍郎に累進した。天嘉年間、太僕・廷尉を歴任し、鎮東始興王長史・会稽郡丞として出向し、行東揚州事をつとめた。光大元年（567年）、尚書吏部郎に任じられた。太建元年（569年）、通直散騎常侍となり、東宮に仕えた。太建2年（570年）、死去した。享年は52。散騎常侍の位を追贈された。

## 伝記資料
- 『陳書』巻23 列伝第17
- 『南史』巻68 列伝第58